# 예나고아

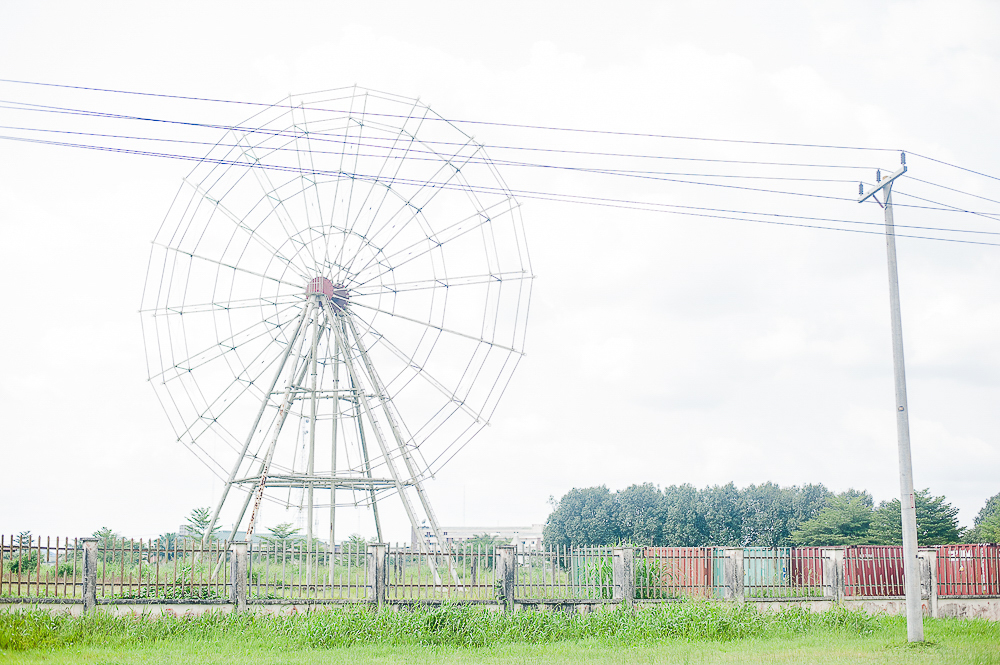

예나고아(Yenagoa)는 나이지리아 남부에 위치한 바이엘사주의 주도로 면적은 1,698km2, 인구는 353,344명(2006년 기준)이다.